# Pacific Coast Borax Company
La Pacific Coast Borax Company (PCB) fue una empresa minera estadounidense fundada en 1890 por el magnate estadounidense del bórax Francis Smith, apodado el "Rey del bórax". 

## Historia
Los inicios de la Pacific Coast Borax Company se ubican en el condado de Mineral, Nevada, al este del lago Mono, donde Smith, mientras firmaba un contrato para proporcionar leña a una pequeña operación de bórax en el sector Columbus Marsh, divisó secciones hacia las laderas superiores de Miller Mountain, donde los únicos árboles cercanos estaban creciendo. Para satisfacer su curiosidad, Smith y dos asistentes visitaron las laderas y recolectaron muestras que resultaron tener un contenido de borato superior al de cualquier conocida. Al regresar a Miller Moutain, Smith y sus ayudantes reclamaron tierras y sentaron las bases para su carrera como minero de bórax.
Con la ayuda de su hermano mayor, Julius, que vino al oeste desde Wisconsin, y el apoyo financiero de los dos hermanos Storey, las operaciones comenzaron en 1872 bajo el nombre de Smith and Storey Brothers Borax Co. En 1873 el nombre se acortó a Smith Brothers Borax Co. Unos años más tarde se cambió nuevamente el nombre a Teel's Marsh Borax Co en honor al sector. En 1880, Smith adquirió la separada y previamente existente Pacific Borax Company (sin "Coast" en el nombre). Frank Smith también desarrolló propiedades con su socio comercial William Tell Coleman en Harmony Borax Works, así como en Meridian Borax Company, que posteriormente se combinaron para formar Pacific Borax, Salt & Soda Company en 1888. El nombre de Pacific Coast Borax Co. no se adoptó hasta que Smith adquirió todos los intereses de bórax en el centro de Nevada y California, después de la quiebra de Coleman, y los incorporó todos bajo el nuevo nombre de la compañía en 1890.

## Plantas de procesamiento
La empresa instaló plantas de procesamiento en Alameda, California  y en Bayonne, Nueva Jersey . 
Uno de los primeros edificios de hormigón armado construidos en Estados Unidos fue la refinería de la Pacific Coast Borax Company en Alameda, California, diseñada por Ernest L. Ransome y construida en 1893. Fue el primero en utilizar obras con pisos nervados y columnas de hormigón.

## Valle de la Muerte
La empresa Harmony Borax Works fue parte de la adquisición por Smith en 1890. El bórax se enviaba a través del ferrocarril del Valle de la Muerte que la compañía misma construyó hacia el este, desde Ryan, California, hasta Death Valley Junction, California. Luego se transfirió al ferrocarril de vía estrecha Death Valley Railroad para unirse con el ferrocarril Tonopah y Tidewater (T&T), que iba desde el valle de Amargosa hacia el sur hasta la cabecera ferroviaria de Atchison, Topeka y Santa Fe en el pueblo de Ludlow. El Museo Borax, ubicado en el Parque Nacional del Valle de la Muerte, tiene en exhibición una de las locomotoras usadas en el Ferrocarril del Valle de la Muerte.

## Otras minas
A medida que la minería en el Valle de la Muerte disminuía, Smith desarrolló nuevas minas en las montañas Calico cerca de Yermo, California, y construyó el ferrocarril Borate and Daggett para transportar el producto hasta la terminal ferroviaria en Daggett, California. Luego, la empresa desarrolló métodos para procesar material del lago Searles en el valle de Searles, construyendo la ciudad de Westend y una vía secundaria en el ferrocarril Trona para su envío a la terminal ferroviaria en el sector Searles. Christian Brevoort Zabriskie se unió a la empresa en 1885, se convirtió en su vicepresidente y permaneció en ese cargo hasta 1933. El punto Zabriskie sobre el Valle de la Muerte recibe su nombre en su honor.

## Equipo de 20 mulas Borax
La empresa estableció, desarrolló y comercializó agresivamente la marca 20 Mule Team Borax para promover la venta de su producto. El nombre deriva de los equipos de 20 mulas que se utilizaron para transportar bórax fuera del Valle de la Muerte en la década de 1880 desde Harmony Borax Works cerca de Furnace Creek Ranch. También produjeron jabón de manos llamado Boraxo. La versión radial de <i id="mwdg">Death Valley Days</i> se emitió entre 1930 y 1951.  La serie de televisión Death Valley Days fue presentada por el "lanzador de Borateem" y futuro presidente de los Estados Unidos Ronald Reagan.

## Centro cívico de Death Valley Junction
En Death Valley Junction, California, entre 1923 y 1924, la Pacific Coast Borax Company construyó, por un costo de 300.000 dólares (5,333,592 dólares en dólares 2023), un complejo de centro cívico en forma de U, alrededor de una plaza del pueblo, diseñado por el arquitecto Alexander Hamilton McCulloh. Los edificios de adobe de estilo colonial español incluían oficinas de la empresa, una tienda, un dormitorio para empleados, un hotel de 23 habitaciones, comedor, vestíbulo, gimnasio, sala de billar y heladería.

## Hotel Valle de la Muerte
En 1926, la Pacific Coast Borax Company creó una subsidiaria llamada Death Valley Hotel Company para construir un hotel de lujo estilo Mission Revival cerca de los manantiales de Furnace Creek, en las faldas de las Funeral Mountains. El hotel cuenta con vista al Valle de la Muerte. El Furnace Creek Inn abrió sus puertas en febrero de 1927, con transporte a través del autobús desde la estación Ryan del ferrocarril Tonopah y Tidewater .

## U.S. Borax
En 1956, la Pacific Coast Borax Company se fusionó con United States Potash Corporation para formar US Borax, que a su vez fue adquirida por Rio Tinto Minerals (Rio Tinto Group) en 1967. Como subsidiaria de propiedad absoluta, la empresa ahora se llama Rio Tinto Borax y continúa suministrando casi la mitad de los boratos del mundo. US Borax vendió sus principales líneas de productos de consumo ( Boraxo, Borateem y 20 Mule Team) a Dial Corporation en 1988.  Continúa operando la mina de bórax de Río Tinto, que es la mina a cielo abierto más grande de California junto a la ciudad de la empresa, Boron, en el desierto de Mojave, al este de Mojave, California.